# 空線信号
空線信号(あきせんしんごう)とは、連続送信方式の基地局と通信する複信方式や半複信方式の無線局に、現在通話が行われておらず、なおかつ、通信が可能な状態にあることを知らせるために送出している信号である。

## 概要
通常の無線通信において通話がない状態というのは、信号や電波が出力されないため、それらの受信も無い状態となる。
しかし、無線機器、空中線、電源、その他附属機器等の故障によって、無信号状態（あるいは電波も出ていない状態）になっている場合には、故障していることが認識できないことになる。また、移動局などでは電波が届くエリアにいるのかどうかの判断も出来ないことになる。
それに対応するため、基地局側から常に一定のトーン信号やデジタル信号を送出する事により、通信機器の動作状態が分かり、なおかつ、通信可能なエリアにいることを認識出来るようにしているのが空線信号の役割である。
空線信号は通話を行うと停止し、通話音のみが出力される。なお、空線信号はそのまま復調すると人にとって耳障りな音となるので、受信側のスケルチ回路やキャンセラー回路によって空線信号が聞こえない仕組みになっている。
なお、正しくは空き線信号（あきせんしんごう）だが、一部雑誌が送り仮名を省いて空線信号と表記していることからくうせんしんごうと読む場合も多くなっている。